# Draba pterosperma
Draba pterosperma là một loài thực vật có hoa trong họ Cải. Loài này được Payson mô tả khoa học đầu tiên năm 1917.